# En letsindig Hustru
En letsindig Hustru er en dansk stum melodramafilm fra 1912 produceret af Constantin Philipsen Film efter manuskript af Lars Svenné Langkjær. Filmens instruktør er ukendt.
Filmen havde dansk premiere den 15. september 1912 i Constantin Philipsens biograf Royal Biograf. 

## Handling
Direktør Holms hustru, Vera, elsker sin mand, men han er travlt optaget af sine forretninger og går aldrig ud. Vera keder sig og beslutter sig en dag for at gå ud til et selskab, da manden skal til et vigtigt forretningsmøde. Til selskabet møder Vera en greve, der bejler til hende og en teaterdirektør, der vil antage hende til et engagement. Da Vera kommer hjem, opstår et skænderi, og da teaterdirektøren dagen efter opsøger Vera, beslutter hun sig for at forlade mand og hjem og tage engagement på et operetteteater. Publikum modtager hende begejstret, og greven opsøger hende i omklædningsgarderoben, men afvises af Vera. Der opstår brand i teatret, og Vera reddes af en cirkusartist, Jack, som hun bliver forelsket i. Hun optræder herefter i cirkus med Jack som rytterske. Den forsmåede greve vil dog eje Vera, og han bortfører hende i en bil, men Jack ser der, og forfølger bilen til hest. Med sin lasso kommer han op på en altan og derfra ind i værelset i villaen, hvor Vera holdes inespærret. Vera befries, men greven kommer ind, og en kamp opstår, hvor Jack styrter ned fra altanen og dør i Veras arme. Dirktør Holm har imidletid fulgt Vera på afstand, og han indser nu, hvor meget han elsker hende, og at abejder er en byrde, og direktør Holm forenes med sin hustru og de begynder nu at leve et lykkeligt samliv.

## Medvirkende
- Hans Dynesen som Direktør Holm
- Dagmar Hansen som	Vera, direktør Holms hustru